# Буркина-Фасо на летних Олимпийских играх 2012
Буркина-Фасо принимала участие в летних Олимпийских играх 2012 года, которые проходили в Лондоне (Великобритания) с 27 июля по 12 августа, где её представляли 5 спортсмена в трёх видах спорта. На церемонии открытия Олимпийских игр флаг Буркина-Фасо несла дзюдоистка Северин Небие, а на церемонии закрытия — пловчиха Анжелика Уэдраого.
На летних Олимпийских играх 2012 Буркина-Фасо вновь не сумела завоевать свою первую олимпийскую медаль. Успешнее всего на турнире выступил спринтер Жерар Кобеане, который сумел дойти до полуфинала на 100-метровой дистанции.

## Состав и результаты

### Дзюдо
Женщины
| Соревнование | Спортсмены    | 1/16 финала        | 1/8 финала                    | Четвертьфинал         | Полуфинал             | Финал                 | Место |
| Соревнование | Спортсмены    | Соперник Результат | Соперник Результат            | Соперник Результат    | Соперник Результат    | Соперник Результат    | Место |
| ------------ | ------------- | ------------------ | ----------------------------- | --------------------- | --------------------- | --------------------- | ----- |
| до 63 кг     | Северин Небие | Не участвовала     | NEDЭ. Виллебордсе П 0001:1000 | Завершила выступление | Завершила выступление | Завершила выступление | 9     |

### Лёгкая атлетика
Мужчины
Беговые виды
| Соревнование | Спортсмены    | Отборочный раунд | Отборочный раунд | Отборочный раунд | Четвертьфинал | Четвертьфинал | Четвертьфинал | Полуфинал            | Полуфинал            | Полуфинал            | Финал                | Финал                |
| Соревнование | Спортсмены    | Забег            | Результат        | Место            | Забег         | Результат     | Место         | Забег                | Результат            | Место                | Результат            | Место                |
| ------------ | ------------- | ---------------- | ---------------- | ---------------- | ------------- | ------------- | ------------- | -------------------- | -------------------- | -------------------- | -------------------- | -------------------- |
| 100 метров   | Жерар Кобеане | 4                | 10,42            | 1 Q              | 7             | 10,48         | 6             | Завершил выступление | Завершил выступление | Завершил выступление | Завершил выступление | Завершил выступление |

Женщины
Беговые виды
| Соревнование           | Спортсмены  | Отборочный раунд | Отборочный раунд | Отборочный раунд | Полуфинал             | Полуфинал             | Полуфинал             | Финал                 | Финал                 |
| Соревнование           | Спортсмены  | Забег            | Результат        | Место            | Забег                 | Результат             | Место                 | Результат             | Место                 |
| ---------------------- | ----------- | ---------------- | ---------------- | ---------------- | --------------------- | --------------------- | --------------------- | --------------------- | --------------------- |
| 100 метров с барьерами | Марта Коала | 3                | 13,91            | 8                | Завершила выступление | Завершила выступление | Завершила выступление | Завершила выступление | Завершила выступление |

### Плавание
Мужчины
| Соревнование             | Спортсмены     | Отборочный раунд | Отборочный раунд | Полуфинал            | Полуфинал            | Финал                | Финал                |
| Соревнование             | Спортсмены     | Результат        | Место            | Результат            | Место                | Результат            | Место                |
| ------------------------ | -------------- | ---------------- | ---------------- | -------------------- | -------------------- | -------------------- | -------------------- |
| 50 метров вольным стилем | Адама Уэдраого | 25,26            | 41               | Завершил выступление | Завершил выступление | Завершил выступление | Завершил выступление |

Женщины
| Соревнование             | Спортсмены        | Отборочный раунд | Отборочный раунд | Полуфинал             | Полуфинал             | Финал                 | Финал                 |
| Соревнование             | Спортсмены        | Результат        | Место            | Результат             | Место                 | Результат             | Место                 |
| ------------------------ | ----------------- | ---------------- | ---------------- | --------------------- | --------------------- | --------------------- | --------------------- |
| 50 метров вольным стилем | Анжелика Уэдраого | 32,19            | 63               | Завершила выступление | Завершила выступление | Завершила выступление | Завершила выступление |